# Feminiseringen av läkaryrket i Sverige
Feminiseringen av läkaryrket i Sverige har skett över lång tid. Läkekonsten i bemärkelsen vårdande av sjuka har historiskt i många fall varit en kvinnoangelägenhet då det ansetts vara en del av moderns roll. Allt eftersom medicinen utvecklades under och efter den industriella revolutionen tog sjukvården och läkekonsten framåt blev yrket mer och mer mansdominerat. Kvinnor ansågs fortfarande ha den vårdande rollen i enklare fall men när mer kvalificerad vård krävdes ansågs kvinnor inte längre lämpade för att axla rollen. Alla sjukhusläkare och kirurger i Sverige var män fram till slutet av 1800-talet. Reformen inom sjukvården skedde samtidigt som den kvinnliga rösträtten blev en hjärtefråga för många och de som kämpade för kvinnliga läkare var i många fall även de som kämpade för kvinnlig rösträtt.

## De första läkarlicenserna
Fram till år 1870 var kvinnor inte välkomna på varken högskoleutbildningar eller universitet. Efter en lagändring samma år öppnades dörrarna till vidareutbildning för kvinnor och det var nu tillåtet för dem att tillträda både högskolor och universitet. Trots att reformen var revolutionerande i dåtidens ögon ledde den inte omedelbart till några större samhällsförändringar eller insläpp av kvinnor i de nyöppnade institutionerna. Det allmänna synsättet var fortfarande att en ung kvinnas främsta syfte var att bli hustru och kvinnorollen var därför starkt anknuten till hemmet. Inga uppdrag som störde den rollen ansågs lämpliga och det kunde framstå som utmanande och djärvt att ens studera vidare. Det är de kvinnor som gick mot denna norm som blev pionjärer och dåtidens förebilder.

### Pionjärer

Karolina Widerström, Sveriges första kvinnliga läkare

Många kvinnor hade drömmar om att studera på en högre nivå, de kvinnor som faktiskt gjorde det valde inteckningar inom språk och filosofi. Hildegard Björck var den första kvinnan som tog sin ambition om att studera medicin vidare. Hennes första akademiska merit var hennes maturitetsexamen som hon införskaffade sig år 1872 vid Nya Elementarskolan i Stockholm. Då studerade hon på latinlinjen vilket i dagens mått kan jämställas med en studentexamen, vilket lade en grund för senare studier på universitetet. På grund av att hon var uppväxt i en familj där möjligheten till utbildning var god gav det henne chansen att senare komma in på det medicinska spåret. Hennes styvmors yngre bror Herman Wilhelm Hülphers var läkare och han kom att spela en viktig roll för hennes utbildning. Tillsammans med en väninna till henne vid namn Betty Maria Carolina Pettersson skrevs de in på den filosofiska fakulteten vid Uppsala universitet. Där blev hon den första kvinnan som efter drygt ett års studier kunde avlägga den mediko-filosofiska examen som var en nödvändig grundpelare för egentliga medicinska studier. År 1879 blev hon den första kvinnliga svenska medicine kandidaten, men hon tog inte några ytterligare examen efter sin kandidat.
Karolina Widerström var den första kvinnliga läkarlicentiaten i Sverige och den pionjär som idag anses vara personen som drev igenom den stora kvinnliga läkarreformen. I början av 1901 fanns det enligt tidskriften Idun 15 legitimerade kvinnliga läkare i Sverige, med Karolina Widerström i spetsen. Hon tilldelades sin legitimation 1888. Därefter följdes hon av 15 kvinnor som alla tilldelades sina legitimationer under loppet av 10 år. Trots att det inte finns någon detaljerad statistik över hur många kvinnor som valde att studera medicin under det tidiga 1900-talet, kan man se ett tydligt samband; de allra flesta tillhörde överklassen. Ekonomiska möjligheter, familjens värderingar, tillgängligheten till utbildning och den egna viljan, var faktorer som spelade en stor roll för huruvida läkarstudier ens skulle vara möjligt och alla dessa faktorer gynnade överklassen. Gärda Lidforss (senaste gift af Geijerstam) var en av de kvinnor som hade de allra mest gynnsamma förutsättningarna för att kunna studera. Hennes far var professor i nyeuropeisk lingvistik vid Lunds universitet samtidigt som att han hade en viktig roll i kulturetablissemanget. Modern var en grosshandlardotter som även hon hade en god utbildning och talade flytande engelska, tyska och franska. Gärda växte upp som den yngsta dottern i en syskonskara av fem. Alla hennes äldre syskon växte upp till att studera vidare och hade höga ambitioner för sina akademiska studier, vilket även påverkade och motiverade Gärda till att fortsätta med sina egna. Wallinska skolan i Stockholm var en plats där många av pionjärerna tog sin examen. Det var den första och under många år den enda högre flickskolan i landet som givits examensrätt.  Karolina Widerström, Ellen Sandelin och Anna Dahlström är exempel på några av de kvinnor som tog sin gymnasieexamen där.

## Utbildningen
Läkarstudierna delades upp tre olika avsnitt som alla krävde varsin examen. Först den mediko-filosofiska examen, sedan medicine kandidatexamen och till sist medicine licentiatexamen. Medikofilen som det första avsnittet alldagligt kallades pågick i tre terminer och fanns vid fakulteterna vid Lunds och Uppsalas universitet. I avsnittet studerade man kurser så som fysik, kemi, botanik och zoologi. Alla dessa kurser var relativt nya och svåra för många av de kvinnor som tidigare studerat på latinlinjen, vilket var det vanligaste programmet vid den tiden. Zoologin var den del av avsnittet som gav mest försmak för de senare medicinska studierna. Kursen innehöll anatomistudier av djur som till största delen gick ut på att dissekera. Avsnittet medikofilen gick att studera på andra platser i landet men examen kunde bara genomföras vid Lunds eller Uppsala universitet. Exempelvis kunde man läsa kurser i kemi, fysik och botanik vid Stockholms högskola för att förbereda sig inför en senare examen.

### Vanligt förekommande problem under studierna
Som kvinna stötte man på fler och annorlunda problem än sina manliga medstudenter. Majoriteten av de kvinnor som påbörjade medicinstudier tvingades av olika anledningar avbryta dem innan examen. Många kvinnor hade kommit långt i sina studier innan de avbröts för att de blivit hemkallade av sina familjer. Kvinnans roll i hemmet ansågs vid tiden fortfarande som den viktigaste plikten och det som skulle prioriteras. Exempelvis tvingades år 1885 Emilia Lothigius hem från sina näst intill färdiga studier i Uppsala av sin far. Väl hemma läste hon till lärarinna och blev aktiv i fredsrörelsen. Att bli politiskt aktiv var vanligt förekommande bland de kvinnor som tvingades bort från medicinen. Familjen var alltså den största påverkande faktorn till att en kvinnlig läkarstudents studier avbröts. Att man blev hemkallad kunde dels bero på rädsla för rykten om vad som egentligen föregicks på universitetsområdena, men även på ekonomiska svårigheter i hemmet och andra mer personliga orsaker så som dödsfall och sjukdom. På grund av att många kvinnor kom från överklassen var rädslan för ryktesspridning stor då det fortfarande fanns en relativt etablerad hederskultur.

### Karolinska Institutet

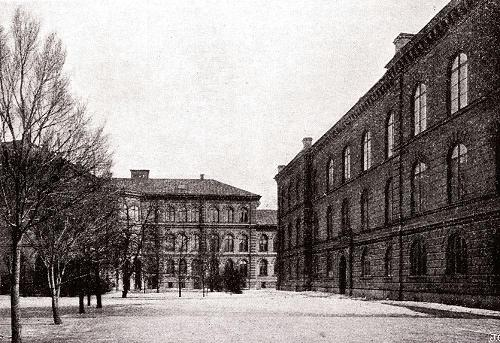
Karolinska institutet år 1906

Många valde att fortsätta sina studier vid Karolinska Institutet i Stockholm. Det var då med medicine kandidaten som många studerade där. I Uppsala, Lund och Stockholm undervisades det nu i både anatomi och histologi. Vid institutet kunde man även studera de andra kurserna som krävdes för att få en medicine kandidat. Dessa var utöver anatomi och histologi även kemi, fysiologi och patologi. Thora Granström och Sigrid Molander är två kvinnor som genomgick just denna utbildning vid institutet, där de avslutade sina kurser och fick studera praktiska ämnen och dissekera mänskliga lik. Utbildningsformen var inte fast. Flera kurser kunde kombineras och andra var frivilliga. En sak var dock kontinuerlig genom hela studieperioden, läsningen stod i fokus och tog upp en stor del av studenternas tid.

### Studentliv
I slutet av 1800-talet studerade 15 kvinnor vid Uppsala universitet. Trots ett gott bemötande från en del manliga studenter och professorer var det långt ifrån alla som var stöttande. Detta var en av de bidragande faktorerna till att de kvinnliga studenterna tydde sig till varandra. Att som kvinna ge sig in på den mansdominerade läkarlinjen sågs från första början som ett enormt tecken på okvinnlighet och därför något som inte ansågs acceptabelt. Studentlivet bestod till stor del av ensamhet för kvinnorna, då de var uteslutna från de manliga aktiviteterna på nationerna samtidigt som att de ofta valt olika kurser och på så sätt separerades från varandra. Sällan blev de inbjudna på bal. År 1892 bildades i Uppsala den första kvinnliga studentföreningen med Lydia Wahlström som ordförande. Föreningen härstammade från en diskussionsgrupp som skapades av 8 kvinnor år 1890. Vikten av kamratskap och socialt umgänge blev ännu större för dessa kvinnor då de ofta hade flyttat långt från sina familjer och den tidigare sociala tryggheten. Inom föreningen organiserades det diskussioner, fester, utflykter och andra tillställningar för att stärka gemenskapen. Inom gruppen och föreningen skapades det en form av välmenande kamrattryck om att inte skämma ut gruppen. Samtidigt poängterades även vikten av solidaritet inom föreningen, liksom i studentlivet som helhet och ute i det offentliga. I Lund var de kvinnliga studenterna betydligt färre men mer välkomnande. Hedda Andersson var en av de enda kvinnliga studenterna, men välkomnades in i Malmöavledningen av den skånska nationen och blev därmed inbjuden på deras festligheter och tillställningar.

## Kvinnohälsa och livsstil
Under feminiseringen av läkaryrket var kvinnohälsan i sig en av de centrala delarna. I kampen mot sjukdomar bland kvinnor menade Karolina Widerström att det förebyggande arbetet var det viktigaste. Hon såg ohälsans sociala orsaker och hur mycket av den fysiska ohälsan som berodde på dåliga sociala villkor för kvinnor. Många av de problem som fanns sågs som grundande i rättvisefrågor. Exempelvis menade Karolina Widerström och hennes kompanjoner på att löneskillnaden mellan män och kvinnor var ett stort problem, då det ledde till att kvinnor hade svårare att stå på egna ben, försörja sig själva och därmed upprätthålla en god fysisk hälsa. De ansåg att problemen även fanns inom vården och att dess bemötande av kvinnor behövdes förbättras. Dessutom behövde stigmat kring kvinnosjukdomarna att reduceras då samhället vid den tiden fortfarande betraktade allt som hade med kvinnokroppen att göra som tabubelagt.
En stor del av de kvinnliga läkarnas kamp var att visa att de visst var lika dugliga som de manliga studenterna, att de kunde lika mycket och att de kunde anförtros samma ansvar. Karolina Widerström var inte bara läkare och gynekolog utan även gymnastikdirektör. Hennes utbildning och kunskap inom fysisk hälsa och motion påverkade hela hennes arbetsliv och hon insåg hälsofördelarna med fysisk ansträngning. Hon arbetade även mycket med att sprida budskapet om vikten av rörelse för kvinnor med stillasittande arbeten och för att få in mer rörelse under skolgången. Hon ansåg att utbildningen i skolan borde se till att alla elever fick en god grundkondition, samtidigt som den fysiska aktiviteten i skolan borde vara så stimulerande att ett behov av fysisk aktivitet sedan bestod resten av livet. Enligt Karolina skulle den fysiska aktiviteten i skolan ske i separerade grupper i syfte att uppnå ett maximalt resultat. Hon förespråkade även fysiska aktivitet för vuxna kvinnor och ansåg det vara ett sätt att undvika sjukdom och ohälsa. Hon menade exempelvis att benskörhet var något som kunde lindras med fysisk aktivitet, vilket är något som även sägs idag.
Karolina menade på att den fysiska ansträngningen var väsentlig för den kvinnliga hälsan och för det kvinnliga arbetslivet. Enligt henne hängde allt ihop i en form av kretslopp. En god hälsa hos kvinnor var svår att nå om hon inte hade tillgång till fysisk aktivitet och en god utbildning, då utbildningen kom hand i hand med väsentlig grundkunskap om hur man tog hand om sig själv på bästa sätt. Samtidigt sågs rättvisefrågor som löneskillnader som viktiga. Trots att många förändringar hade börjat genomföras vid tiden då Karolina var aktiv levde hon fortfarande i ett samhälle med patriarkala värderingar där mannen var den sociala normen. Konsekvenserna av detta stötte hon ofta på som gynekolog då sjukdomarna som kvinnorna kom in med var tabubelagda på grund av den sociala strukturen, förtrycket och de rådande normerna mot kvinnor.

## Rösträtt och rättvisa i samhället

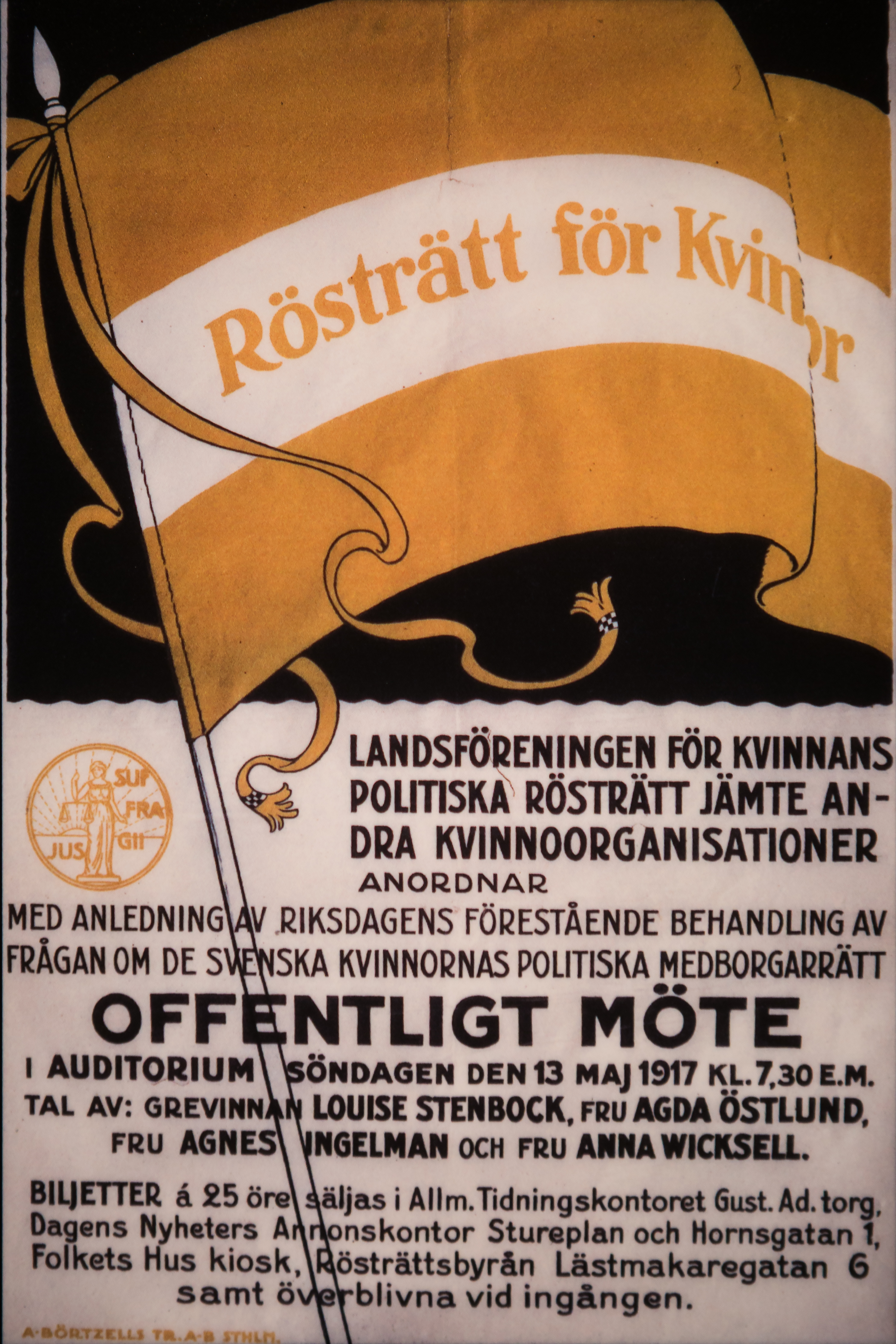
mötesaffisch för kvinnlig rösträtt

Bland de kvinnliga läkarna var intresset för rösträtten under en lång period stor. Många av de kvinnor som gick i framkanten för de kvinnliga läkarna stod även i framkanten för den kvinnliga rösträtten och många av dem vars utbildning avbröts fokuserade helt på att vara politiskt aktiva. Det politiska intresset förgrenade sig senare i många delar och kvinnans rättigheter inom flera områden blev en hjärtefråga för många. Karolina Widerström var exempelvis vice ordförande i landsförbundet för Föreningen för Kvinnans Politiska Rösträtt (FKPR) och ett stort antal av de kvinnliga läkarna var aktiva medlemmar. De första lokala föreningarna började bildas 1902. Den 30 april samma år hölls ett möte i Göteborg där en motion som hade inlämnats till riksdagens andra kammare presenterades. Under mötet samlades namnunderskrifter in för att stödja motionen. Många av läkarna fortsatte sin kamp på egen hand och skrev krönikor som bland annat publicerades i Aftonbladet. Läkaren Thora Wigardh skrev en artikel där hon liknande det politiska styret med ett hem och talade om hur ett hem där endast mannen styrde vore illa lottat. Hon skrev även om hur många delar av samhället var beroende av kvinnans blick och hand för att bli välordnade, men främst behövdes dem för att ordnandet av kvinnans sexuella hygien. Allt fler lokala föreningar bildades runt om i landet och de kvinnliga läkare fick ett stort inflytande och ett stort ansvar för detta. Petitioner författades till den svenska kungen från olika lokalföreningar om hur den kvinnliga rösträtten var essentiell för landets utveckling och det svenska folket. En petition från Stockholm undertecknades av 130 kvinnor, inklusive de fyra första kvinnliga läkarna i Sverige.

### Motståndet mot kvinnlig rösträtt
Många, men långtifrån alla, var positiva till iden om att släppa in kvinnorna i det politiska spelet. Exempelvis var läkaren Erik Tretow en övertygad antifeminist som i april år 1912 höll en rad tal i folkets hus på ämnet "kvinnor och politik". Enligt samtida tidningsartiklar kastade han anklagelser vilt omkring sig och ansåg att lagstiftningen redan från början stod på kvinnans sida eftersom hon slapp arbeta samtidigt som mannen tvingades att försörja henne. De kvinnor som uppfyllde en "riktig" kvinnas roll, det vill säga som moder och hustru skulle aldrig få för sig att kräva rösträtt menade Tretow. Han menade också att de enda kvinnor som faktiskt krävde rösträtt var de som blivit kvarlämnade och uteslutna från samhället. Han var rädd för att om kvinnor fick rösträtt och tilläts att börja bestämma skulle den manliga ridderligheten att fallera och männen skulle bli underordnande till kvinnorna. 
Flera argument till varför kvinnorna inte borde släppas in på den politiska spelplanen hängde ihop medkvinnans roll i hemmet och att samhällsbalasen skulle rubbats om de tilläts att rösta och ta egna beslut. Harald Holmqvist menade i en artikel från 1913 att kvinnan heller inte gjorde sig förtjänt av rösträtten då hon inte gjorde något för staten, männen å andra sidan gjorde sig förtjänta av rösträtten genom värnplikt.

### Utbredd övertygelse om kvinnlig rösträtt
Sakta men säkert blev allt fler övertygade om att rösträtt för kvinnor var behövligt. De nordiska grannländerna införde allmän rösträtt och motståndarsidan försvagades. Våren 1918 förelåg en kunglig proposition om kvinnlig rösträtt hos riksdagen som skulle behandlas i riksdagens båda kamrar. Efter en lång debatt släpptes förslaget igenom i den första kammaren men stoppades i den andra, där förslaget trots den liberale statsministern Nils Edéns vädjan röstades ner med 62 röster mot 36. Utgången var en stor besvikelse för de kämpade kvinnorna, men man fortsatte organisera sig och hålla möten. En samling skedde på Järntorget i Göteborg för att sedan tåga via Vasagatan till Heden. I tåget deltog flera starka kvinnliga profiler, bland annat var domkyrkoorganisten Elfrida Andrée där tillsammans med landshövdingens hustru Mary von Sydow. I tåget deltog kvinnor från alla samhällsklasser och flera tusen människor samlades för att bevittna tåget. Tack vare tåget och kampen infördes allmänna rösträtt i Sverige 1919 och det första allmänna valet hölls 1921.

### Yrkesrätt
Förbudet för kvinnor att inneha en offentlig tjänst, även om hon hade ordentlig utbildning och kompetens var en annan orättvisa som de kvinnliga läkarna kämpade mot. Mot just de kvinnliga läkarna anfördes det ofta att det skulle vara en olägenhet för män att bli behandlade av kvinnliga doktorer – inga sådana invändningar gjordes mot att män fick behandlas av kvinnliga sjuksköterskor. Problemet var inte att en mans nakna kropp skulle exponeras för en kvinna utan snarare att han skulle behöva underkasta sig hennes auktoritet. Samtidigt kunde inte heller kvinnliga patienter besöka kvinnliga läkare annat än vid en privat praktik. Möjligheterna att komma runt förbudet var få, men kvinnorna kämpade hårt för att få praktisera medicin. En petition skapades på samma sätt som den gjordes under kampen för rösträtt där Karolina Widerström och Ada Nilsson återigen var bland de drivande. Petitionen bemötte många av de argument som fanns mot kvinnliga läkares praktik. Ett av de vanligaste argumenten som myndigheten stödde sig på var en formulering från 1870 där den kungliga sundhetsstyrelsen "funnit betänkligheter" med kvinnliga läkare och att de därför ej borde anställas. Petitionen färdigställdes år 1901, men hade två år senare ännu inte fått genomslag. Debatten pågick under flera år innan kvinnliga och manliga läkare fick samma rätt till arbete, i alla fall på pappret.